# イグナッツ!!
『イグナッツ!!』（EXNUTS!!）はテレビ朝日で2020年10月7日（6日深夜）から2022年3月22日（21日深夜）まで『バラバラ大作戦』（第3部）内で放送されていたバラエティ番組。

## 概略
この番組では、言葉をテーマにして、EXITとCreepy Nutsが「あるあるトークから白熱ゲームまで」を繰り広げる。
収録場所は制作しているブルースモービル所有のスタジオ設備。テレビ朝日（六本木）とABEMA（神宮前）の中間地点（西麻布）であることから出演者から「テレ朝にも行けないしABEMAにも入れてもらえない」番組といわれている。
当初番組名のアクセントが出演者4名ともバラバラであったことから、初回放送で「六本木」と同じアクセントと定められた。
番組のセットで使われている机はかつてAbemaTVで放送されていた「NEWS RAP JAPAN」で使用されていたものである。
2021年10月改編で火曜 1:56 - 2:16（月曜深夜）に放送枠を移動する。

## 出演者
- EXIT（りんたろー。、兼近大樹）
- Creepy Nuts（R-指定、DJ松永）

## コーナー
謎ワードフィクショナリー
広辞苑に載っていない謎ワードの意味を解答者以外のプレゼンター3人が解答者に説明し、嘘か本当かを見破り正解を当てるというもの。正しい意味を説明しているのは3人のうち1人である。
NEOチャラ漢字クリエイト
お題の言葉を自由な発想で漢字化するというもの。
森羅万象10文字委員会
あるお題について10文字で表現するという企画。
俺こんなやつしりとり
自分の自己紹介になるようなワードでしりとりをする企画。
こいつこんなやつしりとり
俺こんなやつしりとりの他己紹介バージョン。自身の相方の特徴でしりとりをする。
妄想女優デート
憧れの女優とのデートを妄想するという企画。
NGワードゲーム
相手からNGワードを引き出すゲーム。自分以外の3人のNGワードを確認した上で会話をし、NGワードを言うと画面に映る自分のサイズが放送上小さくなる。
Yahoo!知恵袋 ベストアンサーは俺だ! 本人が答えてみた
Yahoo!知恵袋に投稿された質問にベストアンサーだと思う答えを考える企画。
昔ばなし勝手に続編選手権
実在する昔話の続編を出演者全員で創作する企画で、物語の最後に続編を匂わせる追加された一文を基に、新たな物語を10ページの絵本にまとめる。
天才文豪クイズ
実際の小説に出てくる「まるで◯◯のような～」という例えの◯◯の部分を当てるクイズ。
あの現象名前つけちゃわね?
誰もが体験したことでまだ名前のついていない現象について新しい名前をつけるコーナー。
ちやほや倶楽部
2021年10月の改編後の新企画。出演者4人がスタジオに登場するゲストについて妄想し、ゲスト本人登場後に4人の妄想が当たっているのかを答え合わせし、全力でちやほやするというもの。
など。

## ネット局と放送時間
※2022年4月現在。
| 放送対象地域 | 放送局       | 系列           | 放送日時                     | 放送開始                   | 備考                                        |
| ------------ | ------------ | -------------- | ---------------------------- | -------------------------- | ------------------------------------------- |
| 関東広域圏   | テレビ朝日   | テレビ朝日系列 | 水曜 2:36 - 2:56（火曜深夜） | 2020年10月7日（6日深夜）   | 制作局                                      |
| 青森県       | 青森朝日放送 | テレビ朝日系列 | 木曜 0:45 - 1:05（水曜深夜） | 2020年10月15日（14日深夜） | 以前は30分遅い1:15 - 1:35に放送されていた。 |
| 大分県       | 大分朝日放送 | テレビ朝日系列 | 日曜 1:10 - 1:30（土曜深夜） | [ 17 ] [ 18 ]              |                                             |
| 新潟県       | 新潟テレビ21 | テレビ朝日系列 | 金曜 0:50 - 1:15（木曜深夜） | 2021年6月6日               | [ 19 ]                                      |

## 特別編
シャッフルセンス イメチェンコーデバトル
2021年4月27日、イグナッツ!!の番組初のロケ企画としてTELASAにて配信された。六本木ヒルズのセレクトショップで行われたもので、メンバー4人が全身コーディネートを考案し、店員が審査して勝敗を決めるというもの。

## 番組イベント
『イグナッツ!! LIVE ～生業ブッかま!!2022～』
初の番組イベント。2022年2月23日、東京・Zepp Hanedaにて開催。両者によるライブパフォーマンスのほか、EXITによる「Creepy Nuts」をテーマにした漫才などが行われた。同年3月15日にはこのライブの模様のダイジェストが放送された。

## スタッフ
- 構成：竹村武司
- カメラ：中島せいや
- 音声：高橋優二
- MA：皆本昴
- 編成：宇喜多宏美、泉良樹
- 宣伝：堀場綾技子、石田京子
- 編集・デザイン：佐々木基次
- AP：中松希
- ディレクター：井上淳矢、宮本貴資、今井夕輝（以前はAD）
- 演出：田頭大輔
- プロデューサー：利根川広殻、花田好昭
- ゼネラルプロデューサー：小田隆一郎
- 制作協力：ブルースモービル
- 制作：テレビ朝日ソリューション本部コンテンツ編成局第1制作部
- 制作著作：テレビ朝日

過去のスタッフ
- MA：市本将也
- 編成：田中真由子、津戸悠希
- 宣伝：岸田慎介
- 演出：篠宮康希
- プロデューサー：山内智未
- ゼネラルプロデューサー：荒井祥之